# نينا أليسوفا
نينا أليسوفا (بالروسية: Алисова, Нина Ульяновна)‏ Nina Alisova (1918 – 1996) هي ممثلة سوفيتية. من أفلامها «بلا مهر» و«السيدة ذات الكلب» 1960.

## روابط خارجية
- نينا أليسوفا على موقع IMDb (الإنجليزية)
- نينا أليسوفا على موقع ألو سيني (الفرنسية)
- نينا أليسوفا على موقع أول موفي (الإنجليزية)
- نينا أليسوفا على موقع قاعدة بيانات الأفلام السويدية (السويدية)
- نينا أليسوفا على موقع قاعدة بيانات الفيلم (الإنجليزية)
- نينا أليسوفا على موقع كينوبويسك (الروسية)